# Алекс Ґранелл
Алехандро «Алекс» Ґранелл (*2 серпня 1988, Улот, Іспанія) — іспанський футболіст, нападник футбольної команди «Жирона» з однойменного міста.